# جون تي هيلتون
جون تي هيلتون (بالإنجليزية: John T. Hilton)‏ هو مناهض العبودية ‏ وشخصية أعمال أمريكي، ولد في أبريل 1801، وتوفي في 5 مارس 1864 في برايتون في المملكة المتحدة.